# Нишке
Нишке-Паз («бог Нишке») — высший бог в мифологии эрзян — глава эрзянского пантеона, созывавший всех богов на великий пир под яблоней. Иногда о Нишке упоминали, как о сыне бога солнца и демиурга — Чи-Паза — и гипотетической богини-матери Анге Патяй. 
Согласно мифологии эрзян, Нишке-Паз создал небо и землю, пустил в океан трёх гигантских рыб, на которых держалась суша, насадил леса, создал эрзян и повелел мужчинам заботиться о земле (заниматься земледелием), а женщинам — о доме (заниматься домашней работой).
Нишке призывали в разных заговорах, молили его об урожае, о здоровье скота и людей.

## Имя
Имя бога (ранняя форма — Инешке) является сочетанием двух слов индоиранского происхождения: ине «великий» (ср. др.-инд. iná «сильный, могучий») и Шкай (от *kšaya «правитель, господин»).

## Семья Нишке-Паза
- Жена — Нишке-Ава
- 2 дочери — Кастарго и Вецорго. Их часто призывали в заговорах от болезней.
- В мордовской мифологии у Нишке есть сын, однако в разных мифах его место занимает бог грома и дождя — Пурьгине-Паз, не имеющий кровных уз с Нишке-Пазом.